# Alcis shivae
Alcis shivae är en fjärilsart som beskrevs av Edward P. Wiltshire 1967. Alcis shivae ingår i släktet Alcis och familjen mätare. Inga underarter finns listade i Catalogue of Life.